# Híres győriek listája
- Adler Mihály (19. század) piarista tanár, amerikai szabadságharcos itt született
- Adler Vince (1826–1871) zongoraművész, zeneszerző
- Andrássy Dávid (1762–1813) vezérőrnagy
- Apor Vilmos (1892–1945) püspök
- Aurora punkegyüttes
- Balla Ica (1927–2009) Déryné- és Aase-díjas magyar színésznő, a Győri Nemzeti Színház Örökös Tagja.
- Balogh Máté (1990– ) Erkel Ferenc-díjas zeneszerző, a Liszt Ferenc Zeneművészeti Egyetem oktatója
- Bán Aladár (1871–1960) polihisztor, a Kalevipoeg magyarra fordítója
- Bán János (1955–) Jászai Mari-díjas színész, érdemes és kiváló művész
- Baross Gábor (1848–1892) képviselő, közlekedési miniszter
- Borbély Sándor (1954– ) színész
- Cseh Viktória (1938–1995) színésznő
- Cserháti Sándor (1852–1909) tanár, mezőgazdasági szakíró
- Cseszneky György gróf (16. század) tatai várkapitány, a győri vár udvarbírája
- Cseszneky János gróf (1535k.–1593) győri gyalogoskapitány
- Csizmadia Andor (1910–1985) jogtörténész, egyetemi tanár, az állam és jogtudományok doktora
- Csizmadia István (1954– ) festőművész
- Dallos-Nyers Boglárka (1997– ) előadóművész, énekes
- Dobrády Ákos (1975– ) előadóművész, dalszerző, énekes
- Dolák-Saly Róbert (1955–) előadóművész, író, zeneszerző, szövegíró, színész, humorista
- Fehér Miklós (1979–2004) labdarúgó
- Fekete Dávid (1986–) magyar énekes
- Földes Gábor (1923–1958) színész, színházi főrendező, az 1956-os a Győr-Moson-Sopron megyei események egyik vezetője
- Galgóczi Erzsébet (1930–1989) író, dramaturg
- Görbicz Anita (1983–) kézilabdázó
- Győry Vilmos (1838–1885) költő, műfordító, meseíró
- Haás Vander Péter (1963–2015) színművész
- Halmos László (1909–1997) zeneszerző, karnagy, népdalgyűjtő
- Hirschler Imre (1906–1989) szülész-nőgyógyász, szakíró
- Horváth Árpád (1907–1990) író
- Horváth Ede (1924–1998), a Rába Magyar Vagon- és Gépgyár volt vezérigazgatója
- Horváth Gyula (1897–1972) színművész, színházigazgató
- Hrabovszky János (1777–1852) honvéd altábornagy
- Ittzés Gergely (1969– ) fuvolaművész
- Jáki Szaniszló László (1924–2009) Templeton-díjas magyar származású amerikai tudománytörténész, tudományfilozófus, bencés szerzetes, teológus, fizikus, egyetemi tanár
- Jedlik Ányos István (1800–1895) fizikus, tanár, a dinamó, a szikvíz, feltalálója
- Karvasy Ágoston (1809–1896) jogtudós, közgazdász, az MTA tagja, az első magyar nyelvű állam- és gazdaságtudományi áttekintések szerzője
- Kautz Gyula (1829–1909)  közgazdász, jogtudós, az MTA alelnöke
- Konek Frigyes (1867–1945) kémikus, vegyészmérnök, az MTA tagja
- Kovács Margit (1902–1977) szobrász, keramikus
- Kőnig Gyula (1849–1913) matematikus
- Kőrös Endre (1927–2002) kémikus, az MTA tagja, a város szülötte
- Kun Vilmos (1926–2015) színész, a Budapesti Katona József Színház alapító tagja
- Liezen-Mayer Sándor (1839–1898) festő
- Lorán Lenke (1927–2017) színésznő
- Lukács Sándor (1823–1854) ügyvéd, politikus, az 1848–49-es forradalom és szabadságharc győri vezéralakja
- Madaras László (1953– ) régész
- Markó Iván (1947–2022) balettművész
- Meszlényi Terézia (1809–1865), Kossuth Lajos felesége
- Németh Andor (1904–1983) magyar földbirtokos, közgazdász, újságíró, lapszerkesztő, országgyűlési képviselő
- Nyári Dia (1994–) színésznő
- Oszter Sándor (1948–2021) színművész
- Georg Pappas (1928–2008) görög-magyar származású osztrák üzletember
- Pereszlényi János (1831–1894) református lelkész, újságíró, a Győri Lapok és a Hazánk szerkesztője
- Petz Aladár (1888–1956) orvos, kórházigazgató, a gyomorvarrógép feltalálója, a Magyar Sebészeti Társaság elnöke
- Rát Mátyás (1749–1810) író, evangélikus lelkész, a Magyar Hírmondó című lap alapítója
- Révai Miklós nyelvész, tanár
- Richter János (1843–1916) karmester
- Riesz Frigyes (1880–1956) matematikus, az MTA tagja.
- Sáry László (1940– ) zeneszerző, a Budapesti Katona József Színház tagja
- Schöpf-Merei Ágost (1804–1858) orvos
- Somorjai Éva (1924–) színésznő
- Szabó Gusztáv (1879–1963) magyar gépészmérnök, műegyetemi tanár, országgyűlési képviselő
- Szabó Mária (1940–1997) színésznő
- Szigethy Attila (1912–1957) parasztpárti politikus, 1956-ban a Győri, majd a Dunántúli Nemzeti Tanács elnöke
- Takács Miklós (1906–1967) erdész, szociáldemokrata politikus
- Tihanyi Árpád (1916–1957) tanár, az 1956-os forradalom utáni megtorlások egyik áldozata
- Timaffy László (1916–2002) néprajztudós
- Tűz Tamás (1916–1992) költő, író, katolikus pap
- Varsányi Irén (1877–1932) színésznő
- Várszegi József (1910–1977) olimpiai bronzérmes atléta, gerelyhajító
- Wacha Imre (1931–2018) nyelvész
- Xántus János (1825–1894) utazó, felfedező, etnográfus
- Zechmeister Károly (1852–1910) polgármester
- Zichy Ferenc (1701–1783) püspök